# Локатори у бурінні
Локатори у бурінні — прилади, призначені для визначення положення, місцезнаходження пристрою.

## Локатор замків бурильної колони
Локатор замків бурильної колони, (рос. локатор замков бурильной колонны; англ. tool joint locator; нім. Lokator m von Schlossen des Bohrgestänges) — локатор, призначений для визначення положення замка бурильної труби щодо плашок підводних превенторів.

## Локатор муфт
Локатор муфт, (рос. локатор муфт; англ. collar locator; нім. Muffenlokator m, Hülsenlokator m, Kupplungslokator m) — геофізичний прилад для визначення місцезнаходження муфт способом реєстрації зміни магнітного поля котушки в муфтових з'єднинах колони труб у свердловині. Найчастіше локатори муфт застосовують для точного визначення місця встановлення у свердловині перфоратора, торпеди або іншого апарату.